# ORP Kondor (1955)
L'ORP Kondor (294) est un sous-marin polonais de taille moyenne du projet 613 (code OTAN : classe Whiskey). Lancé en Union soviétique pour la marine soviétique en 1955, loué puis acheté par la Pologne au milieu des années 1960, il est entré en service dans la marine polonaise en 1965 sous le nom d’ORP Kondor, avec le numéro de coque 294. Au cours de ses 20 années de service dans la marine polonaise, il a effectué de nombreuses croisières en mer Baltique, en mer du Nord, en mer de Norvège et en mer de Barents, participant souvent à des exercices des flottes du Pacte de Varsovie. À deux reprises au cours de manœuvres navales, il a vaincu les forces anti-sous-marines de la flotte du Nord soviétique, pénétrant sans être détecté dans la principale base navale de la flotte soviétique à Mourmansk. Il a servi dans la flotte de sous-marins polonais jusqu’au 30 octobre 1985.

## Conception
Le processus de développement des navires de ce type a commencé en 1942 sous la forme du projet 608. Cependant, ce programme a été arrêté par le commandement de la marine soviétique, car le déplacement de l’unité conçue dépassait ses besoins de 50 tonnes. En 1946, le programme a été réactivé, mais cette fois afin de développer la construction de navires du projet 613, en utilisant la conception des types VIIC et XXI développés sous le Troisième Reich. À cette fin, le sous-marin allemand U-250, coulé dans la mer Baltique, a également été utilisé. Après avoir été renfloué, il a été soumis à des recherches détaillées.
Le navire a été construit conformément à la documentation de conception des navires de ce projet développé par CKB-18 (maintenant appelé Bureau d'étude Rubin) à l’usine n° 189 (maintenant le chantier naval de la Baltique) à Leningrad. Le navire faisait partie du plus grand programme de sous-marins de la guerre froide et le plus grand de l’histoire après les unités de type VIIC : 215 navires de ce type ont été achevés,.
Le navire a été construit selon la version connue à l’Ouest comme Whiskey V dans une architecture à deux coques, avec une coque rigide entièrement soudée en alliage d’acier SChL-4 avec une forme profilée d’une coque légère, dont la partie arrière a reçu une configuration « couteau » avec un grand gouvernail situé derrière deux hélices jumelles. Derrière les hélices, il y a aussi des gouvernails de profondeur horizontaux. Les plaques de la coque rigide, d’une longueur de 58 mètres et d’un diamètre de 4,4 mètres, avaient une épaisseur de 16 à 20 mm (26 mm sous le kiosque), et les cloisons étanches qui la divisaient étaient de 30 mm. Le kiosque de section ovale, qui faisait partie de la coque rigide, était fait de tôles d’acier d’une épaisseur de 16 mm. La coque légère, dont la tâche était d’assurer la forme profilée du navire, était construite en tôles d’acier d’une épaisseur de 4 à 8 millimètres. Les arbres d'hélice dans la partie dépassant de la coque étaient soutenus par des stabilisateurs horizontaux. Un petit centre de combat du navire a été placé dans la base du kiosque (une solution qui a été abandonnée dans les navires de type XXI) grâce auquel l’ensemble des périscopes et autres mâts (après repliage) était entièrement situé dans le kiosque. Sa profondeur d’immersion maximale a été fixée à 200 mètres, et la profondeur d’essai à 170 mètres. Au moment de la conception, c’était une très bonne réalisation. L’unité pouvait plonger à une profondeur nettement supérieure à celle des navires de type XXI, et presque aussi profondément que les navires américains de la classe Tang. Cependant, la possibilité d’atteindre de grandes profondeurs a été obtenue au détriment des conditions de vie de l’équipage. Grâce à la conception à double coque, la réserve de flottabilité de cette unité était de 27,4 %. Bien qu’il s’agisse de navires de taille moyenne, beaucoup plus grands que les unités océaniques de base allemandes de type VIIC, ils étaient plutôt considérés comme des navires destinés aux eaux eurasiennes, bien qu’ils soient capables de faire la guerre à la navigation dans l’océan Atlantique Est.

L’image de l’unité de type Whiskey V, une version du projet 613 à laquelle appartenait l’ORP Kondor. Visible au premier coup d’œil, la caractéristique de cette version du projet était la forme différente du kiosque et l’absence d’un canon embarqué, ainsi que d’un radôme sonar sous la coque.

Le déplacement du navire en surface était de 1045 tonnes, tandis qu’en plongée, il déplaçait 1333 tonnes,,. La longueur totale du navire était de 76 mètres, la largeur de 6,7 mètres et le tirant d'eau de 4,9 mètres. La propulsion de l’unité en surface était assurée par deux moteurs Diesel 37D d’une puissance totale de 4000 ch, tandis qu’en immersion elle était assurée par deux moteurs électriques principaux d’une puissance totale de 2700 ch. Le navire était également équipé de deux moteurs électriques plus petits, d’une puissance totale de 100 ch,, pour une navigation silencieuse. Cette dernière solution a été directement reprise des conceptions allemandes. Deux grandes batteries 46-SU de 112 cellules chacune ont été installées sur le navire. Afin de permettre la navigation sous-marine avec l’utilisation de moteurs à combustion interne, l’ORP Kondor a reçu des schnorchels. Chaque moteur à combustion interne était relié au moyen d’un embrayage à une ligne d’arbre avec un moteur électrique, et en surface ou en immersion au schnorchel, il entraînait un moteur électrique, qui dans ce cas fonctionnait comme un générateur électrique rechargeant les batteries. Le système de propulsion ainsi configuré, combiné à une coque légère profilée, a permis à l’unité de développer une vitesse de 18,44 nœuds en surface et de 13,6 nœuds sous l’eau. La vitesse en immersion au schnorchel était de 6 nœuds lorsque les deux moteurs à combustion interne fonctionnaient à une vitesse de 280 tours par minute.
L’armement principal de l’unité se composait de 12 torpilles tirées à partir de six tubes lance-torpilles de 533 mm, quatre situés à la proue du navire et deux à la poupe. Les tubes étaient des tubes impulsionnels, avec un système de compensation, à partir duquel le projectile était poussé par une impulsion d’air comprimé.. À cette fin, des réservoirs remplis d’air comprimé avec une pression de 9,83 MPa ont été placés à côté des tubes. Le nombre de litres d’air utilisés pour le tir dépendait de la pression hydrostatique, augmentant avec la profondeur d’immersion. Avec ce système de tubes lance-torpilles déjà obsolète dans les années 1950, le navire pouvait lancer des torpilles à une profondeur ne dépassant pas 70 mètres. Les tubes des unités polonaises du projet 613 ont été adaptés aux torpilles 53-38, 53-39, ET-80, SAET-50 et 53-56. Le navire avait également la possibilité de poser jusqu’à 20 mines de fond MDT et AMDT à partir de ses tubes lance-torpilles. 12 mines pouvaient être placées dans des tubes lance-torpilles, deux dans chacun, et 8 sur des racks. Lorsqu’il effectuait ces missions de mouilleur de mines, le navire ne pouvait transporter que deux torpilles pour son autodéfense. Contrairement aux unités antérieures de ce type, le Kondor était dépourvu de canon de pont. 

## Construction
La première section a été posée sur la cale de halage le 28 juillet 1954, puis le 20 octobre 1954, les sections de poupe et de proue ont été installées avec des tubes lance-torpilles. Le 30 juin 1955, le navire est lancé sous le nom de S-355. Le 5 août 1955 ont été installés 2 moteurs électriques pour la navigation silencieuse, désignés PG-103 de l’usine Kirov de Leningrad, portant les numéros de série 570375 et 570377. Le 12 août, un équipement de navigation avec une boussole magnétique a été installé et, le 15 août, un gyrocompas avec cinq répéteurs a été installé. Le même jour a été achevé l’assemblage des deux principaux moteurs Diesel de type 37D, numéros 15723-28 et 15729-34. Douze jours plus tard, ce fut l’assemblage des deux principaux moteurs électriques portant les numéros de série 26766 et 26765.
Les essais d’acceptation par l’État ont commencé le 20 septembre 1955, au cours desquels un essai d’immersion du navire à une profondeur de 170 mètres a été effectué le 5 octobre 1955. À cette époque, d’autres paramètres tactiques et techniques ont également été vérifiés, notamment la vitesse maximale en surface et sous l’eau, qui s’élevaient respectivement à 18,44 nœuds et 13,6 nœuds. Après avoir terminé les tests de remise et d’acceptation, le navire entra en service le 12 novembre 1955 dans la marine soviétique.

## Service
L’acte de remettre le navire à la marine de l’Union soviétique a été signé le 12 novembre 1955, mais le drapeau soviétique était déjà porté par l’unité à partir d’octobre de la même année. De cette date jusqu’en avril 1965, il a parcouru 10037 milles marins à la surface et 1273 milles en immersion en 319 heures et 1105 heures, effectuant 229 plongées. La dernière révision moyenne, combinée avec la modernisation du système de schnorchel du navire et des moteurs 37D, a été effectuée de novembre 1964 à avril 1965.  En 1965, le navire est loué à la marine polonaise qui l’achète la même année pour trois millions de złotys.

## Marine

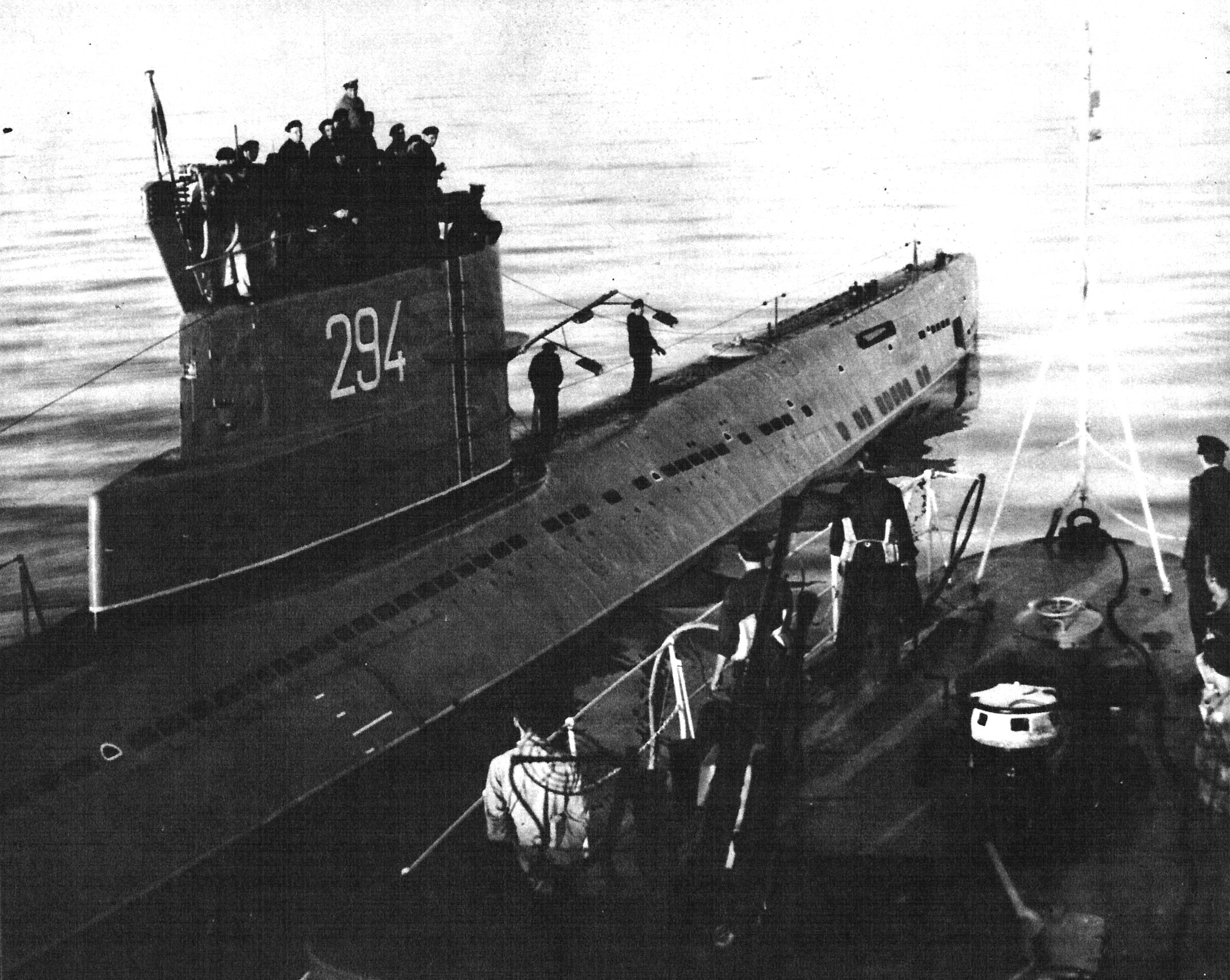
20 juin 1967 : l’ORP Kondor et le dragueur de mines ORP Pelikan se rencontrent en mer» afin de transférer à ce dernier la bouée, une station météorologique automatique.

Le 10 juin 1965, le drapeau polonais a été hissé sur le navire, et quatre jours plus tard, sous le nom d’ORP Kondor, le navire a pris la mer pour la première fois avec un équipage polonais, dont le commandant était le capitaine Franciszek Wróbel, et son adjoint aux affaires politiques, le capitaine Aleksy Kazimierczak. En tant que maître d'équipage d’un navire dans le commandement de l’unité, il y avait aussi le starszy bosman Włodzimierz Kuczer. À bord du navire se trouvait dans cette croisière le commandant de la marine, le vice-amiral Zdziław Studziński et le commandant de la 1e flottille de sous-marins, le komandor Henryk Pietraszkiewicz. Du 26 au 28 juin de cette année, l’ORP Kondor a participé à un défilé maritime sur la rade du port de Gdynia, avec des unités navales de la République démocratique allemande et de l’URSS, organisé à l’occasion du vingtième anniversaire de la marine de la République populaire de Pologne.
En septembre de la même année, le navire a mené avec succès des exercices de torpillage anti-sous-marins et des exercices pour surmonter son champ de défense anti-sous-marin. Le même mois, il a mené un exercice d’attaque à la torpille sur un destroyer. Des deux torpilles tirées, l’une est passée sous la cible, tandis que l’autre n’a pas réussi à quitter le lanceur. De même, le 17 septembre, l’ORP Kondor a mené un exercice de torpillage lors de l’attaque d’un navire de transport escorté. Sur les trois torpilles tirées, deux sont passées correctement sous la cible et une a coulé pour des raisons inexpliquées. Ces exercices ont initié une série intensive d’entraînements souvent menés conformément aux principes et tactiques de la flotte soviétique de la mer Baltique.

## Coopération internationale et pénétration des défenses soviétiques
En juin 1966, le navire effectue une croisière d’entraînement dans l’océan Atlantique, accompagné de l’ORP Sokół (1955) et de l’ORP Bielik (1965), y menant des opérations dans le cadre du service de combat de la flotte de la Baltique et en coopération avec ses sous-marins. En juin 1967, avec d’autres navires, le navire devait faire une croisière à long terme dans l’Atlantique, mais en raison du déclenchement de la guerre des Six Jours israélo-arabe, la croisière a été annulée et la flottille de sous-marins a été mise dans un état de préparation accrue au combat. Après le départ des navires vers la mer Baltique, du pont de l’ORP Kondor, un mouvement accru des navires de la Bundesmarine a été observé. Le navire a détecté les navires de reconnaissance allemands Trave, Atlantis II et Sawerland et, sur ordre de l’officier opérationnel de service du 1er BOP, a commencé à suivre le dernier d’entre eux, après quoi le 20 juin, une bouée a été remarquée dans la zone de suivi : une station météorologique automatique, qui a été mise à l’eau par les marins de l’unité polonaise, puis transférée au dragueur de mines ORP Pelikan.
Le 20 juillet, la 1e flottille de sous-marins a commencé une croisière précédemment prévue dans l’Atlantique, dont le but était de transférer des navires à Mourmansk, avec la conduite d’exercices au cours de celle-ci sous les noms « Opérations OP sur les lignes de communication ennemies » et « Reconnaissance des bases navales ennemies ». Après avoir traversé le détroit de Danemark le 30 juillet, le Kondor a détecté un sous-marin de l’un des pays de l’OTAN et l’a suivi pendant un certain temps. Le 1er août à 13 h 50, le navire a passé le cercle polaire arctique nord, et un jour plus tard, le Kondor a émergé après 170,5 heures de croisière sous-marine, pour se retrouver dans la mer de Norvège avec d’autres navires polonais après cinq autres heures de navigation à la surface. Le 5 août, il reçut l’ordre de traverser la périphérie défensive anti-sous-marine de la flotte soviétique du Nord, qu’il avait surmontée dans un projet non détecté par les unités anti-sous-marines soviétiques,. Le 8 août 1967, il jette l’ancre dans la rade de Mourmansk. Le navire polonais n’a pas été détecté par les unités soviétiques du ZOP également lors d’un nouvelle croisière à Mourmansk en mai de l’année suivante, malgré l’implication de forces et de ressources importantes de la flotte du Nord soviétique dans la recherche du sous-marin polonais, avant qu’il ne fasse surface près de la base principale de la flotte soviétique du Nord.

## Autres services
En février 1968, le navire participe à la production du long métrage Le dernier après Dieu réalisé par Paweł Komorowski. En avril 1969, l’unité a subi des réparations au chantier naval de Gdynia, au cours desquelles 20 m² de revêtement de coque externe corrodé ont été remplacés. Les cellules de la batterie ont également été remplacées, et le navire est finalement retourné en service le 12 octobre. Du 9 au 18 octobre, le Kondor participe aux manœuvres de la « Confrérie d’armes », à l’issue desquelles il fait escale à Rostock. Le 26 octobre, le commandement du navire est repris par le capitaine Jerzy Gucki. Entre le 8 et le 12 août 1972, le navire a détecté avec succès puis a mené des attaques à la torpille d’entraînement sur deux équipes amphibies, lors des exercices de trois flottes « Kashalot-72 ». En juin 1975, l’unité a participé à l’exercice « Poseidon-75, ». Le 7 août 1981, le commandement du navire est repris par le capitaine Marek Ćwiklak. Du 14 au 23 avril 1983, le navire a participé à des exercices internationaux des flottes du Pacte de Varsovie dans la Baltique occidentale. Du 4 au 26 mai 1983, le Kondor a pris part à un exercice majeur des forces de la Marine, nommé Reda-83. Le 30 janvier 1985, le capitaine Ryszard Latos prend le commandement du navire. Le 10 juin 1985, à l’occasion du 20e anniversaire des services sous le pavillon polonais, il a été décidé de retirer le navire de la liste des navires de la flotte et à partir de ce moment, l’ORP Kondor n’a pas repris la mer. Le 30 octobre de la même année, sous le commandement du lieutenant Zdzisław Kasprzak, le drapeau polonais est abaissé pour la dernière fois, et le navire passe en deuxième réserve.

## Après avoir abaissé le drapeau
Au cours de ses 20 années de service dans la marine polonaise, le navire a parcouru 89 395 milles marins (environ 8 fois plus que pendant les 10 années de service précédentes dans la marine soviétique) dont 19 277 milles en navigation sous-marine. Il a plongé 1663 fois, a participé presque chaque année à des exercices internationaux des trois États baltes du Pacte de Varsovie, a fait de nombreuses croisières sur la Baltique, la mer du Nord, la mer de Norvège et la mer de Barents. Plusieurs fois, il a également occupé la première ou l’une des trois premières places dans la compétition interne des navires de combat de la flotte polonaise. L’ORP Kondor a pénétré à travers la ligne de défense de la marine soviétique ZOP de la base principale de la flotte la plus forte de l’Union soviétique, à deux reprises au cours de ses deux tentatives. Après avoir quitté le pavillon, de nombreux éléments ont été retirés du navire afin de servir de pièces de rechange pour les deux derniers navires de ce type encore en service dans la marine, les ORP Sokół et Bielik, tandis que le reste a été mis au rebut.